# Kahal
Le Kahal (hébreu : קהל « foule ») ou kehilla (hébreu : קהילה « communauté » ou « assemblée ») est la structure organisationnelle théocratique de la société israélite dans la Bible, désignant ainsi l'administration intracommunautaire des communautés juives.

## Pologne
En Pologne, au XVIIIe siècle, la population juive atteint le demi-million de personnes, soit 4 % de la population de la Rzeczpospolita, estimée à 12 millions, dont seulement 3,5 millions de Polonais. Liés au roi par un serment de fidélité, ils bénéficient alors et depuis plus d'un siècle, d'un statut très protecteur. Ils forment le Kahal (la « Communauté »), chaque groupe local est dirigée par un conseil des notables et un rabbin. Le Conseil des Quatre Pays légifère pour les questions internes.

## Tunisie
En Tunisie, au XVe siècle, chaque communauté est autonome — reconnue par le pouvoir à partir du moment où elle compte au moins dix hommes majeurs — et dispose de ses institutions particulières ; leurs affaires sont réglées par un chef (zaken ha-yehûdim) nommé par le pouvoir et assisté par un conseil de notables (gdolei ha-qahal) formé des chefs de famille les plus instruits et les plus fortunés. Le chef a notamment pour fonction d’administrer la justice et de collecter les taxes imputées aux Juifs, dont la jizya,.

## Dans l'ancien et le nouveau testament
Dans l’Ancien Testament, le mot hébreu qahal auquel correspond « église » désigne le peuple de Dieu rassemblé dans le désert après l’Exode. Dans le Nouveau Testament, « église » désigne le nouvel Israël. Le mot Église vient du grec eklesia, l'assemblée du peuple ; le mot se trouve déjà dans la Septante pour traduire l'hébreu qahal — parfois traduit aussi par sunagoge synagogue — l'assemblée au sens Profane ou la communauté de Dieu.

## Dans la critique
Le Juif russe converti au christianisme Jacob Brafmann publia en 1869 un essai nommé Kniga Ḳahala dans lequel il développe le concept du Kahal juif ou l'idée d'une sorte de pouvoir central de la communauté juive sous la forme d'un conseil d'administration, tissant la trame de nombreux complots. Un autre Russe, Kalikst Wolski, reprend ces thèmes dans La Russie juive publié en 1887 à Paris chez Albert Savine éditeur ; il décrit cette institution, ses rites et son fonctionnement au XIXe siècle en Pologne et en Russie.

## Dans la littérature
Le Kahal fait partie de la trame du roman d'Umberto Eco Le Cimetière de Prague. 
L'écrivain argentin Hugo Wast, dans son roman Kahal, évoque un complot juif visant à s'approprier l'or en circulation. Il y décrit le Kahal comme un tribunal régissant la vie privée des juifs dans tous ses détails et qui impose des sanctions à ceux qui n'obéissent pas à ses ordres secrets d'infiltration et de contrôle des organisations non juives. Il y décrit son siège à New York.